# Acontista cubana
Acontista cubana är en bönsyrseart som beskrevs av De Zayas 1974. Acontista cubana ingår i släktet Acontista och familjen Acanthopidae. Inga underarter finns listade i Catalogue of Life.